# Круглоголовка Заленського
Круглоголовка Заленського (Phrynocephalus salenskyi) — вид ящірок родини Агамові (Agamidae). Мешкає у пустелях Середньої Азії і Казахстану.